# Provincia Panamá
| Provincia Panamá                         | Provincia Panamá                           |
| ---------------------------------------- | ------------------------------------------ |
| Drapelul provinciei Panamá               |                                            |
| Informații generale                      |                                            |
| Nume nativ                               | Provincia de Panamá                        |
| Țară                                     | Panama                                     |
| Fondare                                  | 1719                                       |
| Orașe                                    |                                            |
| - Capitală                               | Ciudad de Panamá (880.691 loc.)            |
| - Coordonate                             | 8°58′2″N 79°32′23″V / 8.96722°N 79.53972°V |
| Suprafață                                |                                            |
| - Suprafață totală                       | 11.670,92 km2                              |
| Subdiviziuni                             |                                            |
| - Districte                              | 11                                         |
| - Corregimiente                          | 111                                        |
| Populație                                |                                            |
| - Totală                                 | 1.713.070                                  |
| - Densitate                              | 146,8 loc./km2                             |
| - Etnonim                                | panameñ/o, -a                              |
| Fus orar                                 | UTC−5                                      |
| ISO 3166-2                               | PA-8                                       |
| Amplasarea de Provincia Panamá în Panama |                                            |

Provincia Panamá este una din cele nouă provincii ale Republicii Panama și se află în centrul țării. Are o suprafață de 11.670,92 km2 și cu peste 1.700.000 de locuitori este provincia cu cea mai numeroasă populație.

## Geografie
Provincia Panamá se învecinează la vest cu provincia Coclé, la nord cu provincia Colón și teritoriile Guna Yala și Madungandi, la nord-est cu teritoriul Wargandi, la est cu provincia Darién și la sud cu golful Panama. Capitala provinciei este Ciudad de Panamá cu o populație de peste 880.000 de locuitori.

### Arii protejate
- Parque Nacional Altos de Campana
- Parque Nacional Camino de Cruces
- Parque Nacional Chagres
- Parque Nacional Soberanía

Parque Nacional Altos de Campana (Parcul Național Altos de Campana) este situat în vestul provinciei, având o suprafață de 4.925 ha. Aria a fost fondată în 1966, fiind primul parc național din Panama.
Parque Nacional Chagres (Parcul Național Chagres) are o suprafață de 129.585 ha și se întinde în provinciile Colón și Panamá. Parcul se află în regiunea de unde provin cele mai multe ape care ajung în canalul Panama. Fondarea a fost în 1984.
Parque Nacional Soberanía (Parcul Național Soberanía) are o suprafață de 19.545 ha și se întinde în provinciile Colón și Panamá la est de canalul Panama. Parcul este situat la doar 25 km de Ciudad de Panamá și a fost fondat pe 27 mai 1980.
Parque Nacional Camino de Cruces (Parcul Național Camino de Cruces) are o suprafață de 4.590 ha și a fost fondat în 1992.

## Districte
Provincia Panamá este împărțită în 11 districte (distritos) cu 111 corregimiente (corregimientos; subdiviziune teritorială, condusă de un corregidor).
| District                 | Suprafață [km2] | Corregimient | Cabecera (Reședință) |
| ------------------------ | --------------- | --- | -------------------- |
| Districtul Arraiján      | 445,15          | Arraiján, Juan Demóstenes Arosemena, Nuevo Emperador, Santa Clara, Veracruz, Vista Alegre, Burunga, Cerro Silvestre | Arraiján             |
| Districtul Balboa        | 329,20          | San Miguel, La Ensenada, La Esmeralda, La Guinea, Pedro González, Saboga | San Miguel           |
| Districtul Capira        | 977,01          | Capira, Caimito, Campana, Cermeño, Cirí de Los Sotos, Cirí Grande, El Cacao, La Trinidad, Las Ollas Arriba, Lídice, Villa Carmen, Villa Rosario, Santa Rosa | Capira               |
| Districtul Chame         | 376,72          | Chame, Bejuco, Buenos Aires, Cabuya, Chicá, El Líbano, Las Lajas, Nueva Gorgona, Punta Chame, Sajalices, Sorá | Chame                |
| Districtul Chepo         | 5.215,32        | Chepo, Cañita, Chepillo, El Llano, Las Margaritas, Santa Cruz de Chinina,Madungandí, Tortí | Chepo                |
| Districtul Chimán        | 1.034,77        | Chimán, Brujas, Gonzalo Vásquez, Pásiga, Unión Santeña | Chimán               |
| Districtul La Chorrera   | 2.011,87        | Barrio Balboa, Barrio Colón Amador, Arosemena, El Arado, El Coco, Feuillet, Guadalupe, Herrera, Hurtado, Iturralde, La Represa, Los Díaz, Mendoza, Obaldía, Playa Leona, Puerto Caimito, Santa Rita                                                                   | La Chorrera          |
| Districtul Panamá        | 625,84          | San Felipe, El Chorrillo, Santa Ana, La Exposición o Calidonia, Curundú, Betania, Bella Vista, Pueblo Nuevo, San Francisco, Parque Lefevre, Río Abajo, Juan Díaz, Pedregal, Ancón, Chilibre, Las Cumbres, Pacora, San Martín, Tocumen, Las Mañanitas, 24 de Diciembre | Ciudad de Panamá     |
| Districtul San Carlos    | 337,73          | San Carlos, El Espino, El Higo, Guayabito, La Ermita, La Laguna, Las Uvas, Los Llanitos, San José | San Carlos           |
| Districtul San Miguelito | 50,17           | Amelia Denis De Icaza, Belisario Porras, José Domingo Espinar, Mateo Iturralde, Victoriano Lorenzo, Arnulfo Arias, Belisario Frías, Omar Torrijos, Rufina Alfaro | San Miguelito        |
| Districtul Taboga        | 12,16           | Taboga, Otoque Occidente, Otoque Oriente | Taboga               |

## Galerie de imagini

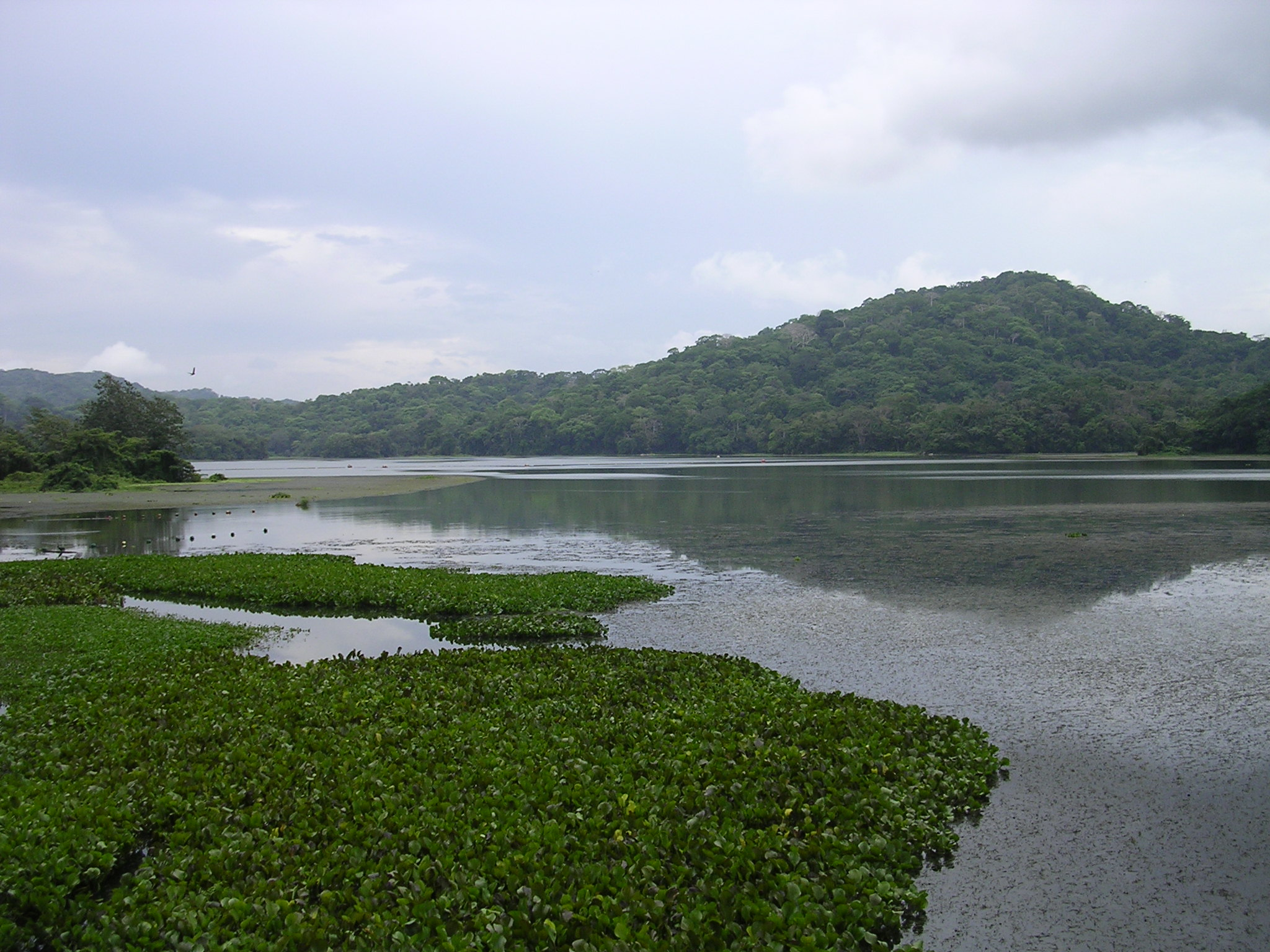
Lac în Gamboa, Parcul național Soberanía
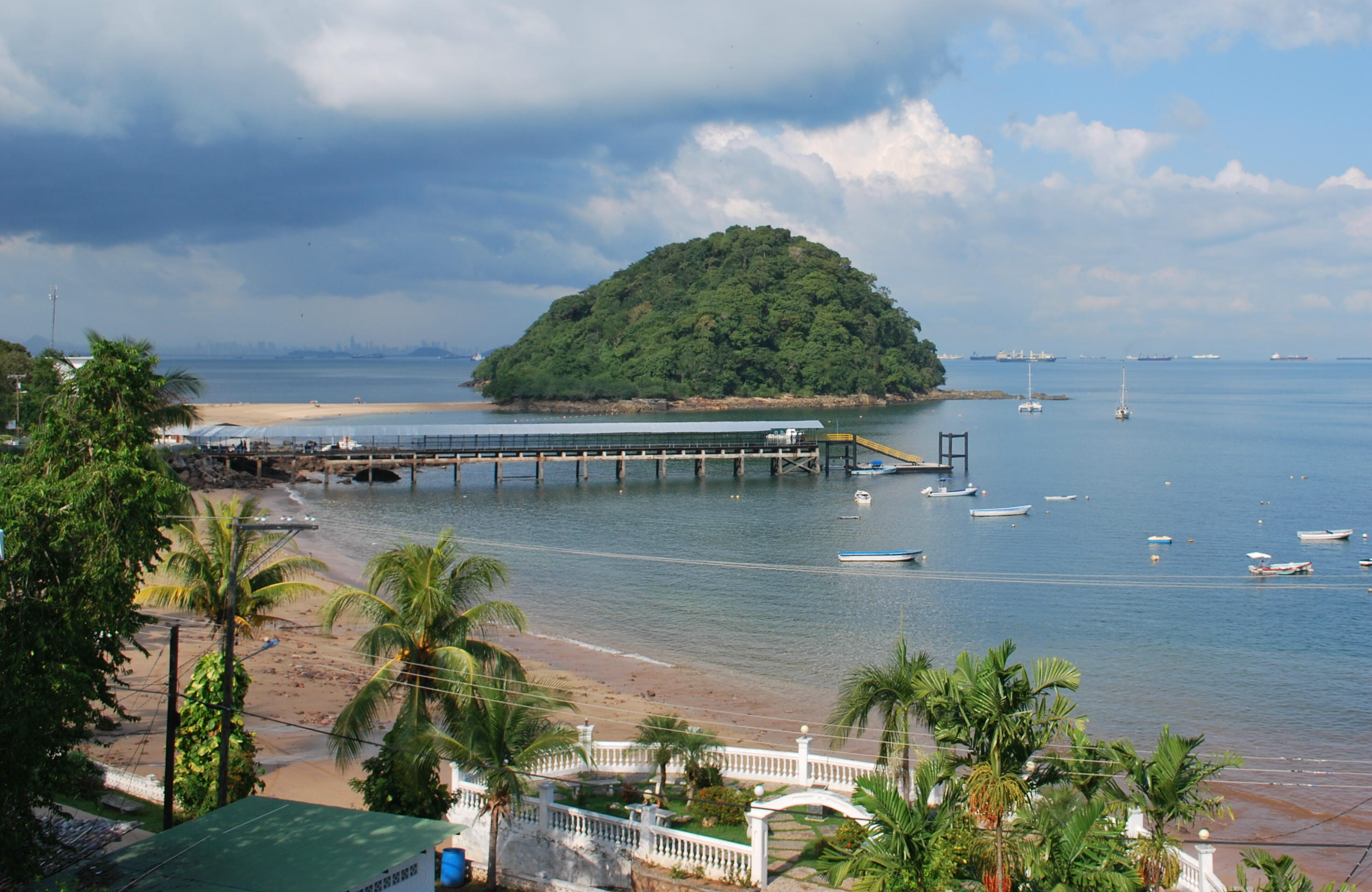
El Morro pe insula Taboga
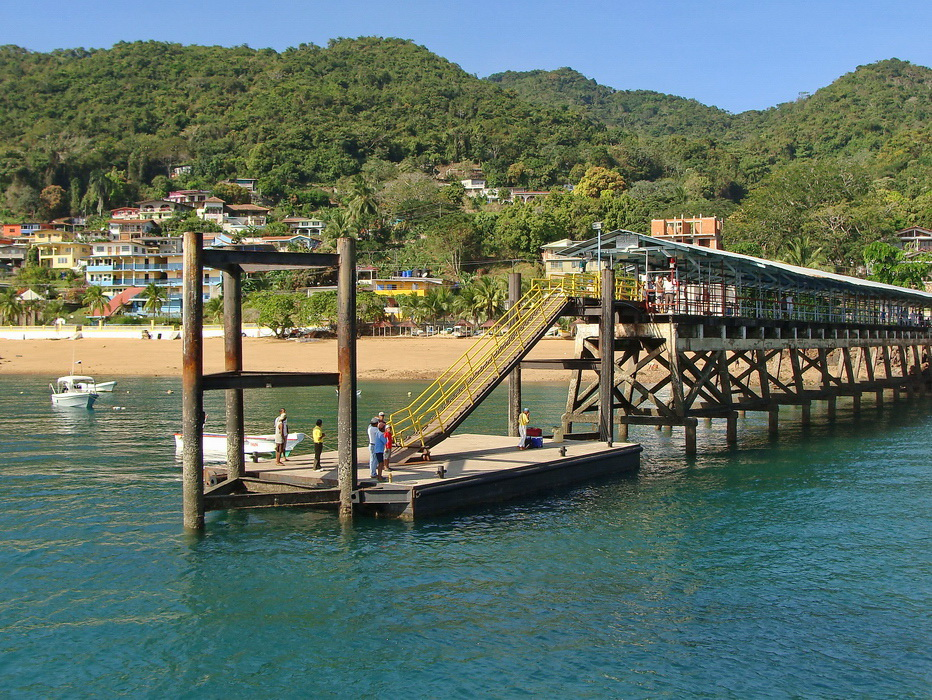
Insula Taboga
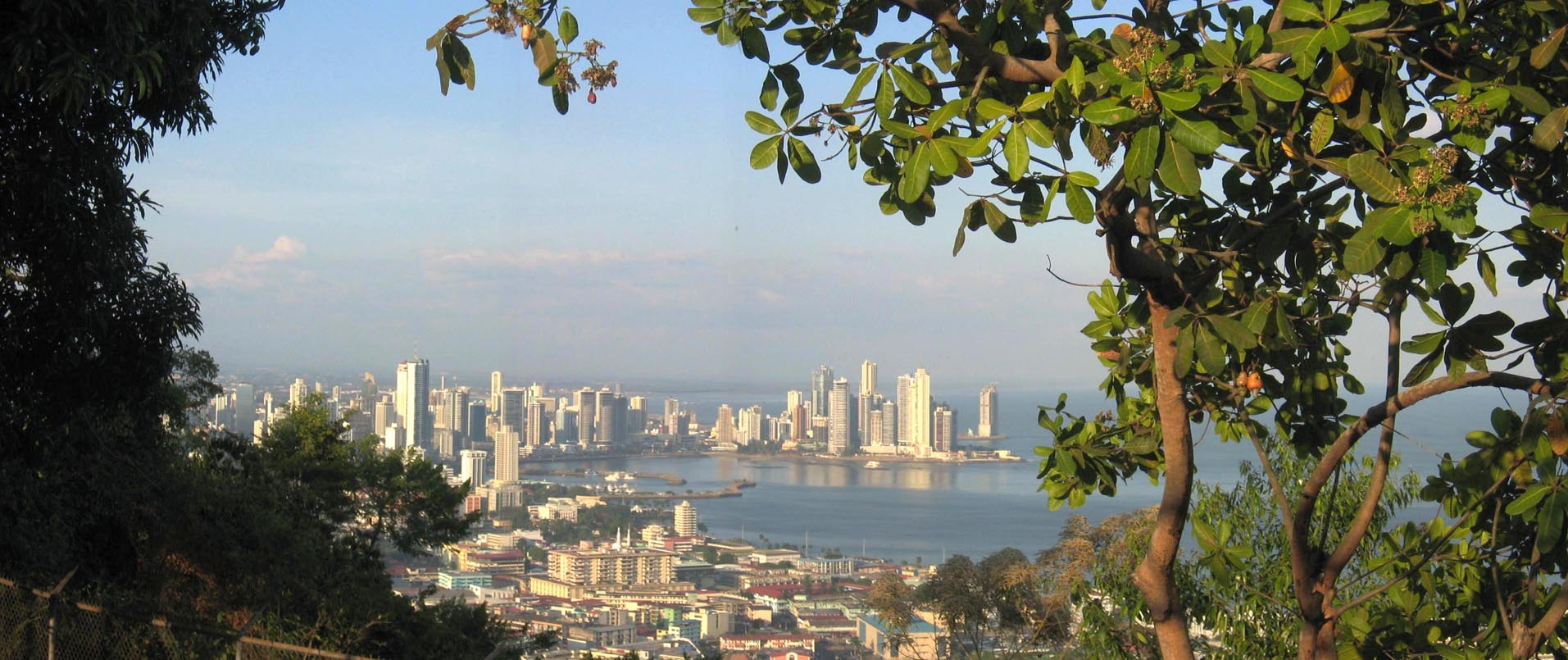
Ciudad de Panamá
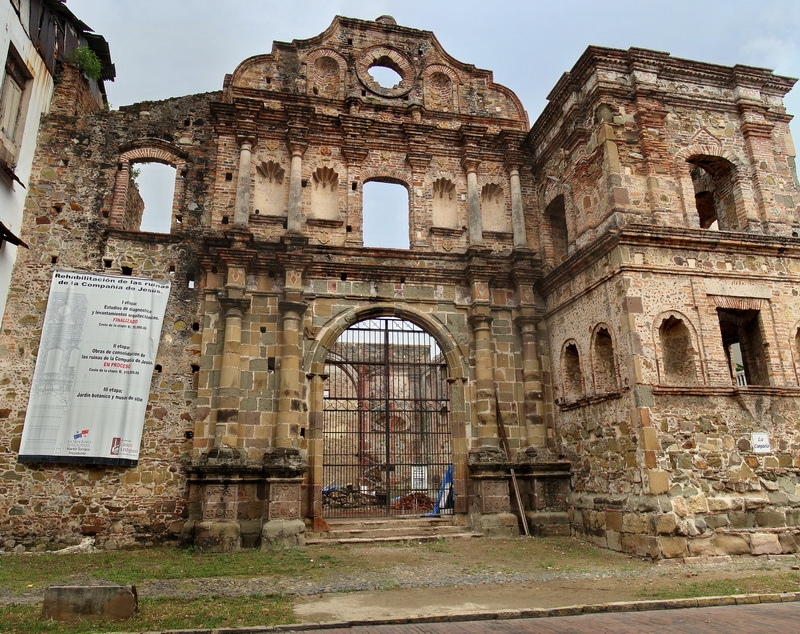
Compañía de Jesús în Ciudad de Panamá
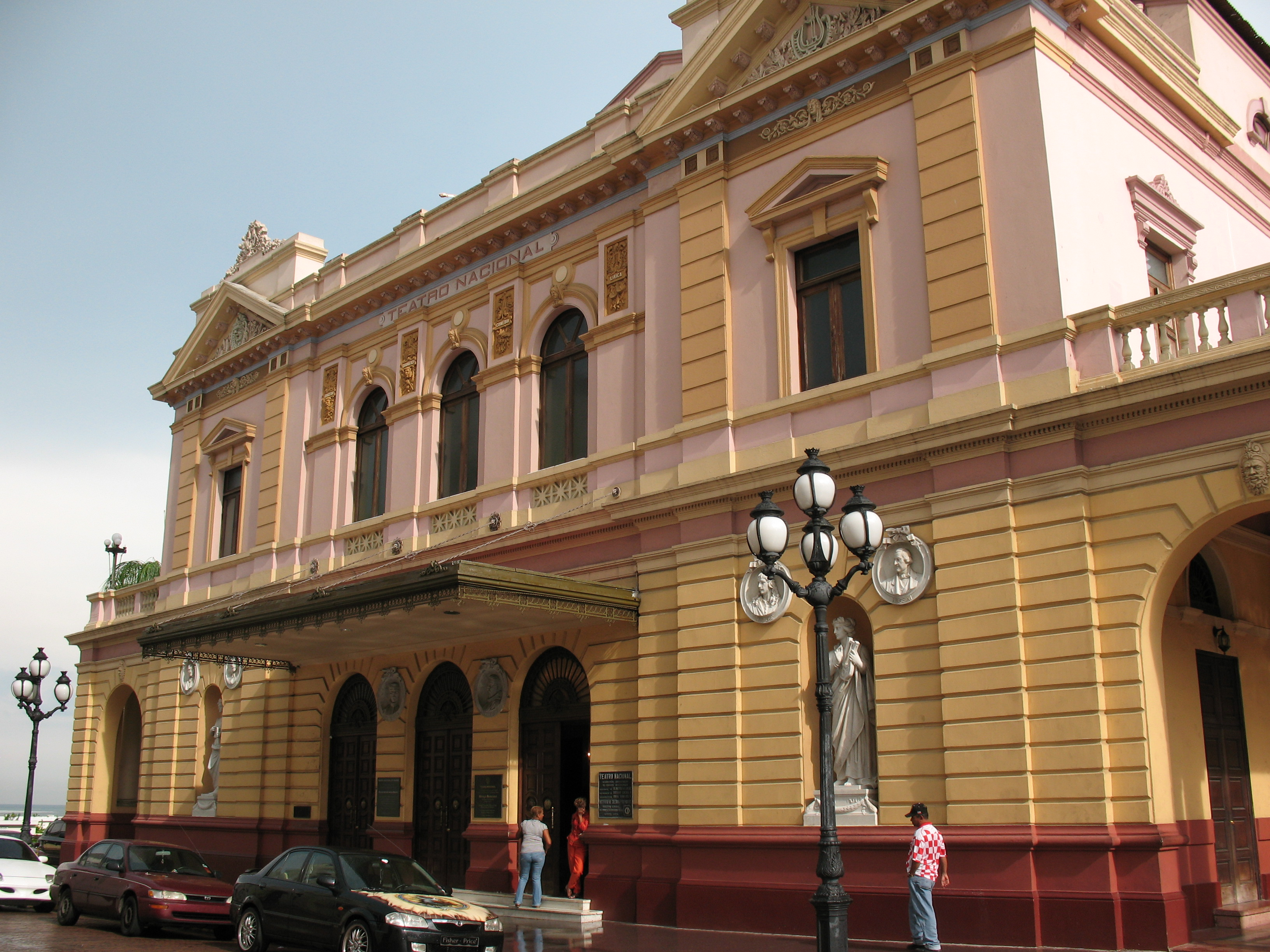
Teatrul național în Ciudad de Panamá
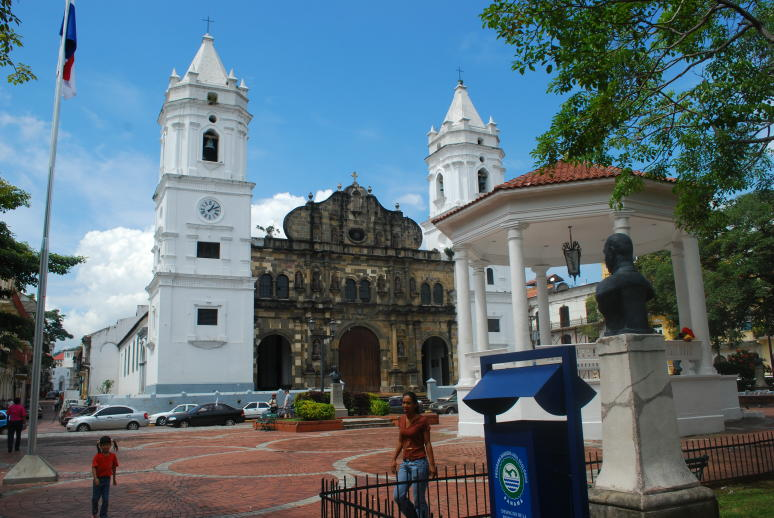
Piața Independenței în Ciudad de Panamá
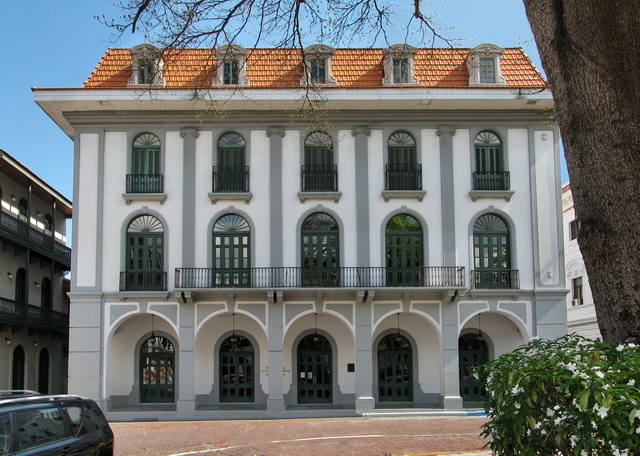
Muzeul canalului de Panamá în Ciudad de Panamá
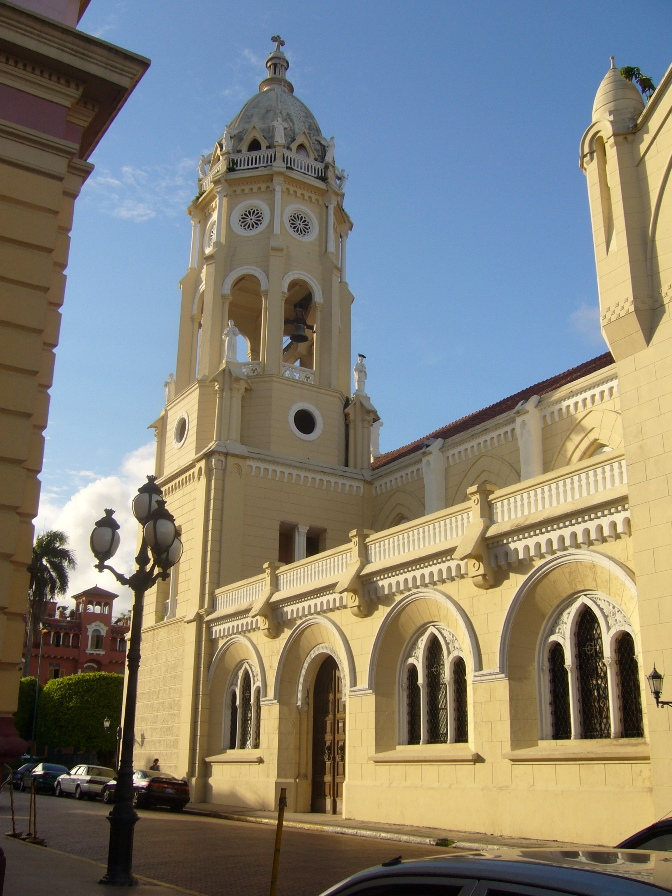
Biserica Sfântul Francisc din Assisi în Ciudad de Panamá
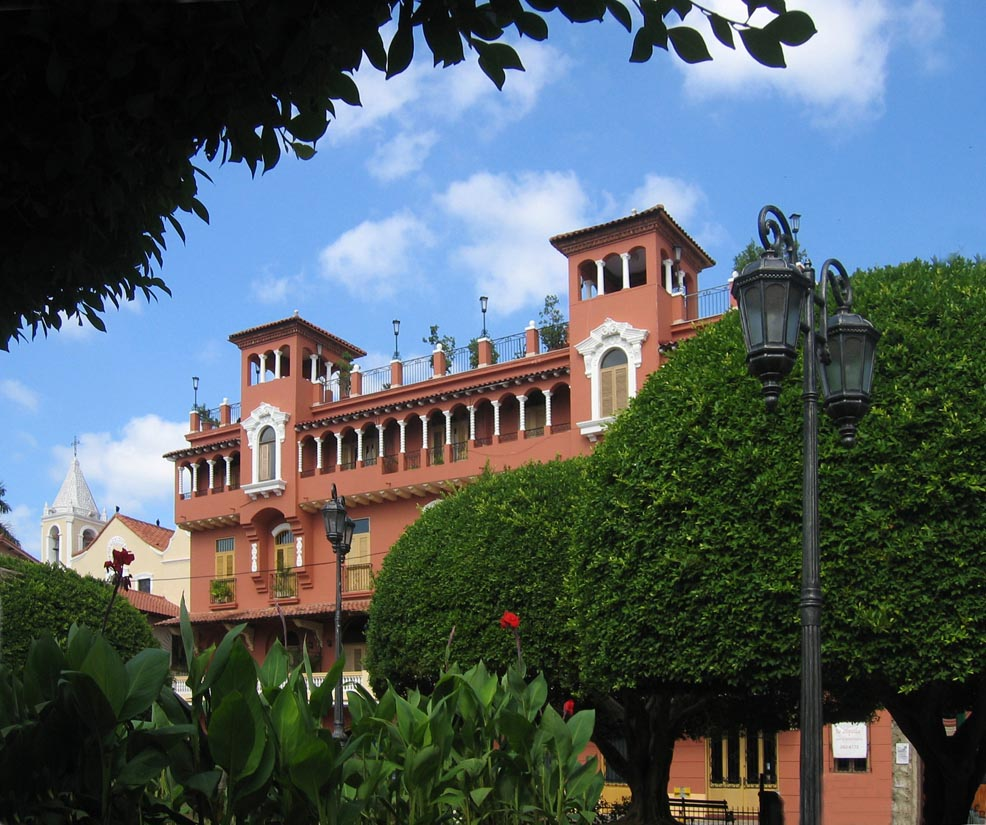
Plaza Bolivar în Casco Viejo, Ciudad de Panamá
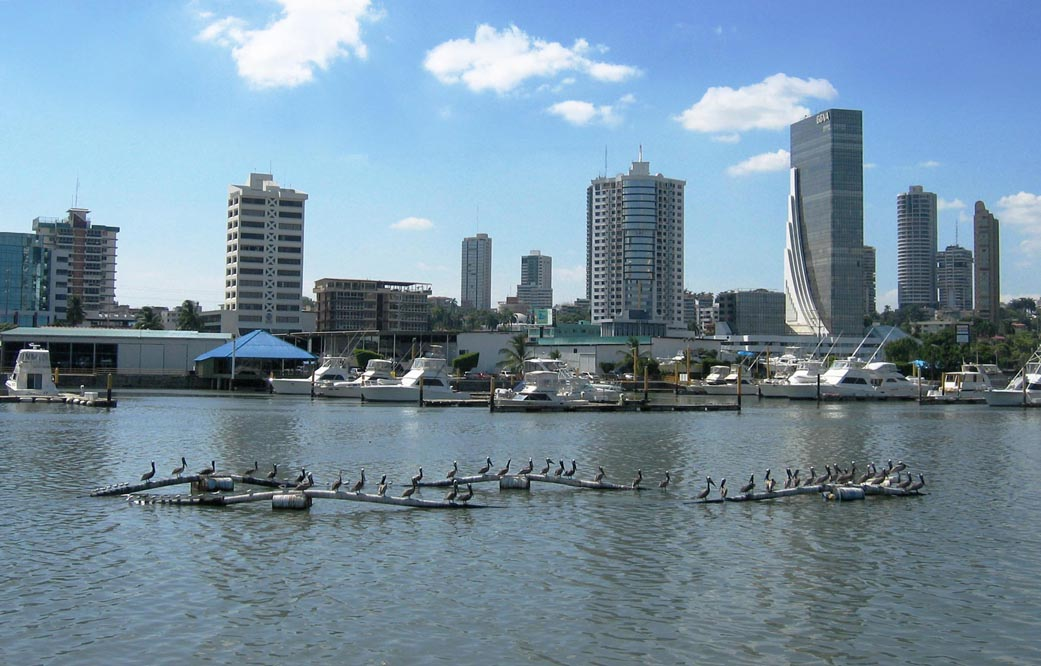
Portul în Ciudad de Panamá